# Nová Ves v Horách
Nová Ves v Horách (německy Gebirgsneudorf) je pohraniční horská obec v Krušných horách v okrese Most asi 15 km severozápadně vzdušnou čarou od města Most. Obec leží na hranici s Německem, kterou zde tvoří potok Svídnice, za kterým leží obec Deutschneudorf. Nová Ves v Horách se rozkládá podél silnice III. třídy 2541 z Horního Jiřetína. Další silnice III/25219 vede do nedaleké Hory Svaté Kateřiny. Z jihu na obec plynule navazuje její osada Mikulovice. K Nové Vsi patří ještě osady jihozápadně ležící Lesná a severovýchodně Mníšek. V obci žije 482 obyvatel.

## Název
Jeden z původních názvů Rotndorff odkazuje na Červený hrádek, k jehož panství vesnice patřila. V historických pramenech se vyskytuje ve tvarech: Nowu Wes jinak Rotndorff (1585), „Nováves jinak Rottendorf“ (1621), Neudorf nebo Eisenberg (1787), Gebirgs-Neudorf (1846) a Nová Ves v horách nebo Rottendorf (1854).

## Historie
První osídlení má spojitost s dolováním rudy v Krušnohoří, jež probíhalo již ve 14. a 15. století. První písemná zmínka o obci se ale nachází až v listině vystavené na mosteckém hradě v roce 1564 pro Magdalenu a Annu z Veitmile. Tehdy ves patřila k hradnímu panství a jmenovala se Rottendorf (z německého roden = mýtit). Nová Ves je příkladem způsobu tehdejší kolonizace, kdy byla půda rozdělena na rovnoměrné pásy táhnoucí se údolím od úpatí k vrcholu. Domy byly postaveny podél cesty a polnosti k nim se rozkládaly za domy.
Když v roce 1585 prodal císař Rudolf II. mostecký hrad i se vším příslušenstvím Ladislavu z Lobkovic, ocitla se Nová Ves v jeho majetku. Když Ladislav upadl v nemilost, byl jeho majetek císařem zkonfiskován a Rudolf II. prodal roku 1595 mostecký hrad městu Most. Na konci 16. století se v Nové Vsi rozšířilo protestantství ze sousedního Saska. Po bitvě na Bílé hoře pobývali na zdejší faře jezuité a jimi prováděná rekatolizace vyhnala mnoho zdejších obyvatel evangelického vyznání za hranice. Exulanti z Čech v Lužici i v Sasku zakládali nebo obnovovali vesnice zničené  třicetiletou válkou. Uprchlíci z české Nové Vsi se z větší části usadili v německé Nové Vsi – Deutschneudorfu.
Roku 1690 se stala Nová Ves v Horách opět majetkem Lobkoviců, kteří ji zahrnuli do svého panství Nové Sedlo – Jezeří, jehož součástí zůstala až do roku 1848. Po správní reformě v roce 1850 se Nová Ves v Horách stala samostatnou obcí, ke které byly připojeny osady Lesná, Mikulovice a Mariánské Údolí. Posledně jmenovaná osada se v roce 1957 odpojila a stala se součástí Horního Jiřetína. Naopak byla v roce 1960 připojena osada Mníšek.
Za druhé světové války vznikl v obci zajatecký tábor, kde byli soustředěni francouzští zajatci pracující v lese. Po skončení války proběhl odsun Němců, v jehož důsledku došlo k výraznému poklesu počtu obyvatel.
Původním zdrojem obživy obyvatel bylo zemědělství a práce v lese, v 16. století se objevilo paličkování. Na přelomu 18. a 19. století se rozšířila výroba drobných dřevěných předmětů a hraček a zemědělství ustupovalo do pozadí. Tato výroba se udržela ještě po druhé světové válce, ale od padesátých let výroba pomalu zanikla. Část obyvatelstva docházela za prací do Saska a v 19. století do hnědouhelných dolů v Mostecké pánvi.

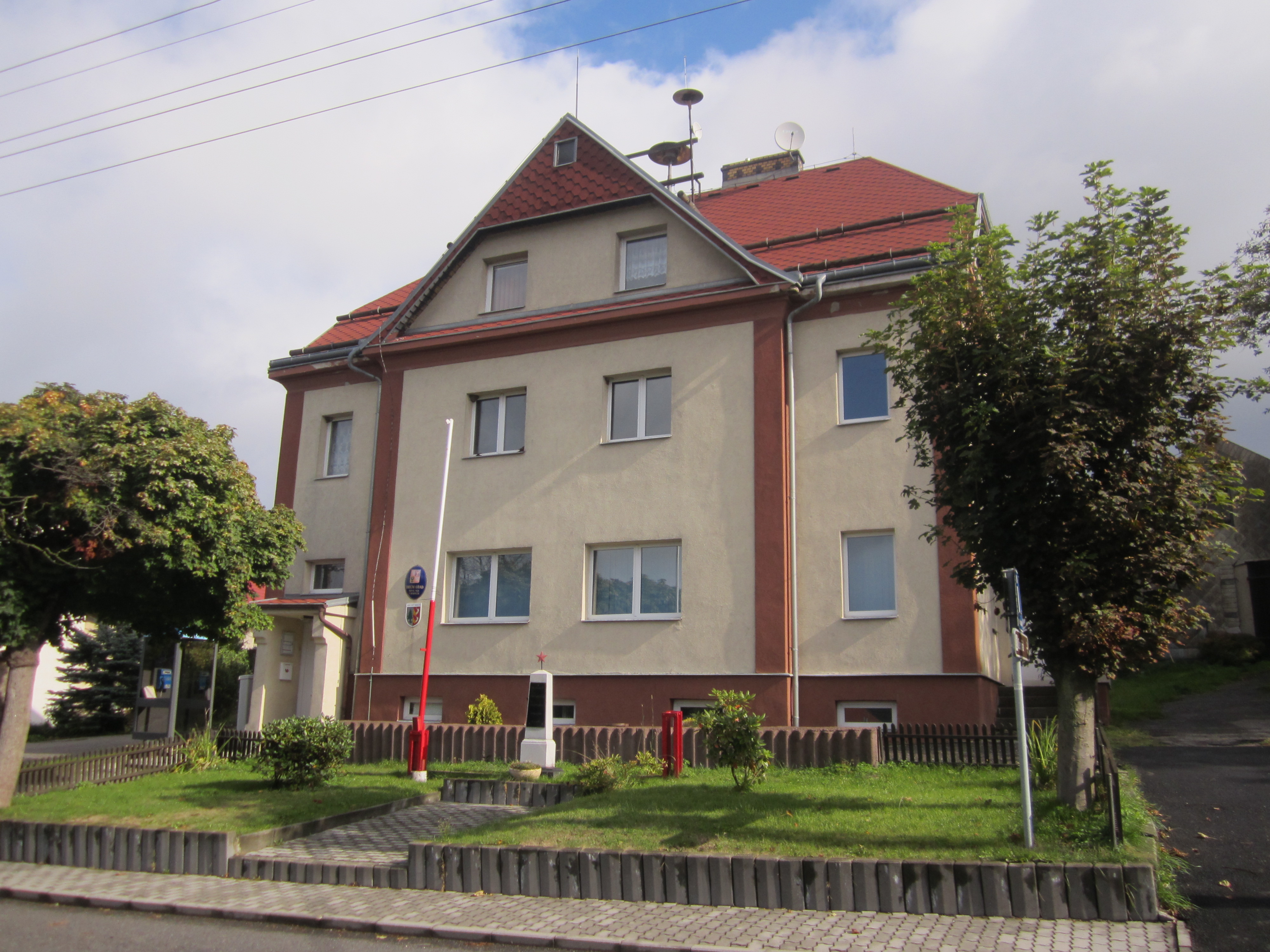
Budova obecního úřadu

Nová Ves v Horách je rekreační horskou obcí. Je zde hotel Sebastian, mnoho domů slouží k individuální rekreaci. Obcí procházejí cyklotrasy, např. tzv. Krušnohorská magistrála a turistické cesty jako Naučná stezka Flájská hornatina. V obci bylo zřízeno Novoveské muzeum, které dokumentuje vývoj obce a hračkářskou výrobu. Exponáty zapůjčilo Oblastní muzeum v Mostě. V Nové Vsi sídlí Ústav sociální péče zřízený Krajským úřadem Ústeckého kraje.

## Obyvatelstvo

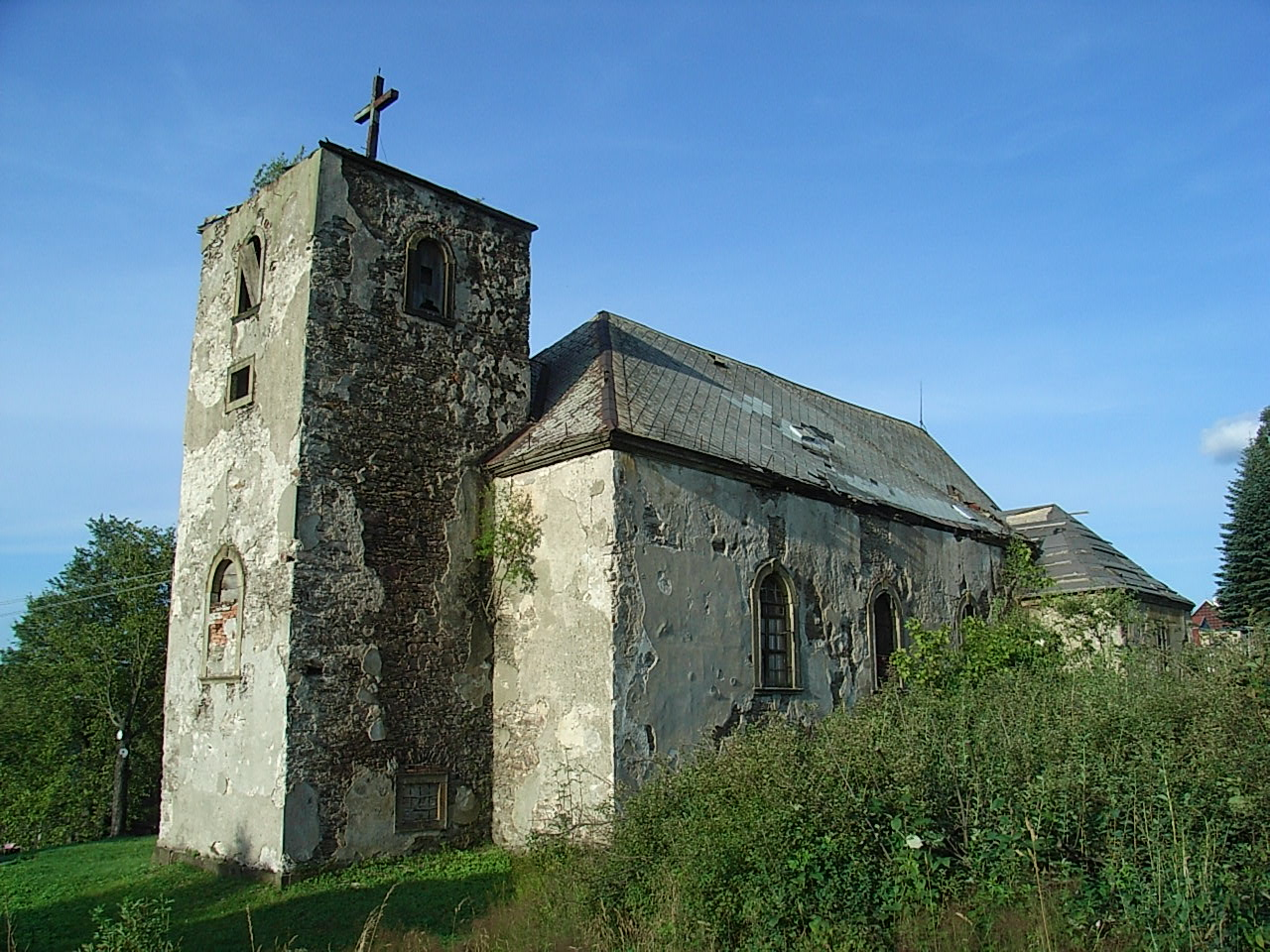
Kostel svatého archanděla Michaela

Při sčítání lidu v roce 1921 zde žilo 1042 obyvatel (z toho 490 mužů), z nichž byl jeden Čechoslovák, 1018 Němců a 23 cizinců. Kromě deseti evangelíků patřili k římskokatolické církvi. Podle sčítání lidu z roku 1930 měla vesnice 1059 obyvatel: jedenáct Čechoslováků, 1022 Němců a 26 cizinců. V náboženství dominovala římskokatolická církev, ale žilo zde také jedenáct evangelíků, jeden člen církve československé, jeden člen jiných církví a osm lidí bez vyznání. Podle sčítání obyvatel z roku 2001 v obci bylo:
- 418 obyvatel (z toho 215 žen)
- 144 domů, z toho 114 z obydlených
- 160 bytů, z toho 128 obydlených

|                                                           | 1869 | 1880 | 1890 | 1900  | 1910  | 1921  | 1930  | 1950 | 1961 | 1970 | 1980 | 1991 | 2001 | 2011 | 2021 |
| --------------------------------------------------------- | ---- | ---- | ---- | ----- | ----- | ----- | ----- | ---- | ---- | ---- | ---- | ---- | ---- | ---- | ---- |
| Obyvatelé                                                 | 883  | 957  | 999  | 1 050 | 1 175 | 1 042 | 1 059 | 383  | 436  | 403  | 401  | 316  | 332  | 353  | 315  |
| Domy                                                      | 141  | 163  | 167  | 179   | 195   | 197   | 211   | 205  | 165  | 99   | 91   | 88   | 101  | 109  | 110  |
| Data z roku 1961 zahrnují i domy místní části Mikulovice. |      |      |      |       |       |       |       |      |      |      |      |      |      |      |      |

## Obecní správa

### Části obce
- Nová Ves v Horách
- Lesná
- Mikulovice
- Mníšek

### Obecní symboly
Znak a vlajka byly obci uděleny rozhodnutím předsedy Poslanecké sněmovny č. 83 ze dne 5. dubna 2001. Autorem návrhu obecních symbolů je Martin Tomášek.

#### Znak
Ve stříbrno-červeně polceném štítě vpravo zelený vykořeněný smrk, vlevo od středu vynikají dvě rámě se zlatými vyhrnutými rukávy, držící dláta, paže a dláta přirozené barvy.

#### Vlajka
List tvoří červený žerďový klín, vymezený bílou žerďovou krokví s vrcholem ve středu listu, vycházející z první a páté pětiny žerďového okraje, a pět vodorovných, střídavě žlutých a zelených pruhů. Poměr šířky k délce listu je 2:3.

## Pamětihodnosti
- Kostel svatého archanděla Michaela z let 1779–1784
- Socha svatého Jana Nepomuckého z roku 1777
- Památník obětem prusko-rakouské války (1866) z roku 1898
- Památník na počest rekonstrukce silnice Most–Mníšek z roku 1845
- Dřevařský rybník jihozápadně od obce
- Zámeček Lniště pod osadou Mikulovice